# Le Torp-Mesnil
Le Torp-Mesnil is een gemeente in het Franse departement Seine-Maritime (regio Normandië) en telt 233 inwoners (1999). De plaats maakt deel uit van het arrondissement Rouen.

## Geografie
De oppervlakte van Le Torp-Mesnil bedraagt 5,2 km², de bevolkingsdichtheid is 44,8 inwoners per km².
De onderstaande kaart toont de ligging van Le Torp-Mesnil met de belangrijkste infrastructuur en aangrenzende gemeenten.

## Demografie
Onderstaande figuur toont het verloop van het inwonertal (bron: INSEE-tellingen).